# San Lorenzo (Pando)
San Lorenzo  è un comune (municipio in spagnolo) della Bolivia nella provincia di Madre de Dios (dipartimento di Pando) con 4.293 abitanti (dato 2010).

## Cantoni
Il comune è suddiviso in 3 cantoni.
- Chorrillos
- Exaltación
- Fortaleza